# Luol Deng
Luol Deng, né le 16 avril 1985 à Wau, au Soudan du Sud, est un ancien joueur professionnel anglo-soudanais de basket-ball. Il évoluait en NBA au poste d'ailier.
Il est actuellement président de la Fédération sud-soudanaise de basket-ball.

## Biographie
Depuis sa naissance au Soudan, Deng a vécu en Égypte, au Royaume-Uni et aux États-Unis. Il a joué sous les couleurs de l'équipe nationale anglaise en catégorie minime (moins de 16 ans) et cadet (moins de 19 ans), et a été l'un des représentants pour la candidature de Londres 2012 pour l'organisation des Jeux olympiques.
Deng a notamment fait un passage dans son enfance à Kakuma, camp de réfugiés situé dans le Sud du Kenya et qui compte plus de 70 000 individus. Luol Deng appartient à l'ethnie Dinka.
Invité par la rookie de l'équipe du Liberty de New York Adut Bulgak elle aussi réfugiée originaire du Soudan du Sud, il répond à son invitation d'assister à une rencontre WNBA le 3 juillet 2016.

### Carrière universitaire
En 2003, Deng était considéré comme le troisième joueur au plus fort potentiel dans les lycées (High School) américains, derrière LeBron James et Carmelo Anthony. Il fit son cursus lycéen à la Blair Academy dans le New Jersey, en compagnie d'un autre joueur depuis drafté, Charlie Villanueva. Il opta ensuite pour les bancs de l'université où il rejoint les Blue Devils de Duke, mais il n'y resta qu'une saison pour se présenter à la draft.

### Carrière professionnelle

#### Bulls de Chicago (2004-Jan.2014)
Le 24 juin 2004, il est choisi en septième position (en 2004 par les Suns de Phoenix). Les droits de contrats de Deng reviennent alors immédiatement aux Bulls de Chicago d'un commun accord entre les deux franchises qui avait été conclu avant la draft. À Chicago, il porte le numéro 9 et joue au poste 3 (ailier).
Bien qu'il eût fini sa première saison NBA sur la liste des blessés (injury list), cela ne l'a pas empêché d'être récompensé par une place dans le top 5 des rookies de l'année (NBA All-Rookie First Team).
Lors de sa saison sophomore (2e année), ses performances se sont logiquement accrues, notamment aux mois de mai et avril, ce qui permit aux Bulls d'accrocher les playoffs pour la seconde saison consécutive.
Le 31 juillet 2008, il signe un nouveau contrat avec les Bulls.
Lors du Championnat d'Europe de basket-ball 2011, il termine le premier tour comme meilleur marqueur (24,6 points par match), second rebondeur (9,4 par match) mais surtout il réalise trois double-double en cinq matchs.

#### Cavaliers de Cleveland (Jan.-Jui.2014)
Le 7 janvier 2014, il est échangé aux Cavaliers de Cleveland contre Andrew Bynum, un premier tour de draft et deux seconds tours de draft.
Il reçoit le trophée J. Walter Kennedy Citizenship Award en 2013-2014.

#### Heat de Miami (2014-2016)
Le 13 juillet 2014, libre de tout contrat, Luol Deng s'engage avec le Heat de Miami afin d'épauler Dwyane Wade et Chris Bosh à la conquête d'un quatrième titre NBA.
Le 29 juin 2015, il choisit de rester une année de plus au Heat et ne teste pas le marché.

#### Lakers de Los Angeles (2016-2018)
Le 7 juillet 2016, agent libre, il signe chez les Lakers, avec un salaire de 72 millions de dollars sur quatre ans.
Le 1er septembre 2018, il est libéré par les Lakers après avoir finalisé un buy-out, et devient agent libre.

#### Timberwolves du Minnesota (2018-2019)
Le 10 septembre 2018, il signe avec les Timberwolves du Minnesota pour une saison.
Le 17 octobre 2019, il prend sa retraite sportive en signant symboliquement avec les Bulls de Chicago.

### Président de la Fédération du Soudan du Sud de basket-ball (depuis novembre 2019)
Quelques semaines après sa retraite sportive, Luol Deng s'engage pour le développement du basket-ball dans son pays d'origine indépendant depuis 2011. Il est élu président de la fédération du Soudan du Sud de basket-ball en novembre 2019.
Lors de la phase de pré-qualification à l'Afrobasket 2021, la sélection sud-soudanaise se démarque mais manque de peu la qualification pour les éliminatoires après une défaite face au Kenya (68-74).
Le Soudan du Sud profite cependant du forfait de l'Algérie et se voit invité aux éliminatoires. Le poste de sélectionneur étant vacant, Luol Deng décide de prendre lui-même l'équipe en main pour la première fenêtre internationale.

## Palmarès
En franchise
- Champion de la Division Centrale en 2011 et 2012 avec les Bulls de Chicago.

Distinctions personnelles
- 2 sélections au NBA All-Star Game en 2012 et 2013.
- NBA All-Defensive Second Team en 2012.
- Joueur ayant passé le plus de temps en moyenne sur le terrain lors de la saison 2011-2012 (39,43 minutes jouées par match), et lors de la saison 2012-2013 (38,71).
- J. Walter Kennedy Citizenship Award en 2013-2014.

## Statistiques

### Saison régulière
| Meilleur de la ligue |

Statistiques en saison régulière de Luol Deng
| Saison        | Équipe      | Matchs | Titul. | Min./m | % Tir | % 3pts | % LF  | Rbds/m. | Pass/m. | Int/m. | Ctr/m. | Pts/m. |
| ------------- | ----------- | ------ | ------ | ------ | ----- | ------ | ----- | ------- | ------- | ------ | ------ | ------ |
| 2004–05       | Chicago     | 61     | 45     | 27,2   | 43,4  | 26,5   | 74,1  | 5,28    | 2,21    | 0,79   | 0,44   | 11,66  |
| 2005–06       | Chicago     | 78     | 56     | 33,4   | 46,3  | 26,9   | 75,0  | 6,62    | 1,88    | 0,92   | 0,64   | 14,26  |
| 2006–07       | Chicago     | 82     | 82     | 37,5   | 51,7  | 14,3   | 77,7  | 7,06    | 2,49    | 1,18   | 0,59   | 18,78  |
| 2007–08       | Chicago     | 63     | 59     | 33,8   | 47,9  | 36,4   | 77,0  | 6,25    | 2,46    | 0,90   | 0,46   | 16,98  |
| 2008–09       | Chicago     | 49     | 46     | 34,0   | 44,8  | 40,0   | 79,6  | 6,02    | 1,92    | 1,22   | 0,51   | 14,08  |
| 2009–10       | Chicago     | 70     | 69     | 37,9   | 46,6  | 38,6   | 76,4  | 7,31    | 2,04    | 0,94   | 0,87   | 17,57  |
| 2010–11       | Chicago     | 82     | 82     | 39,1   | 46,0  | 34,5   | 75,3  | 5,80    | 2,79    | 0,95   | 0,59   | 17,44  |
| 2011–12       | Chicago     | 54     | 54     | 39,4   | 41,2  | 36,7   | 77,0  | 6,48    | 2,91    | 1,04   | 0,67   | 15,33  |
| 2012–13       | Chicago     | 75     | 75     | 38,7   | 42,6  | 32,2   | 81,6  | 6,35    | 2,96    | 1,08   | 0,43   | 16,49  |
| 2013–14       | Chicago     | 23     | 23     | 37,4   | 45,2  | 27,4   | 81,5  | 6,87    | 3,70    | 1,04   | 0,17   | 19,04  |
| 2014          | Cleveland   | 40     | 40     | 33,8   | 41,7  | 31,5   | 77,1  | 5,08    | 2,45    | 0,95   | 0,12   | 14,32  |
| 2014–15       | Miami       | 72     | 72     | 33,6   | 46,9  | 35,5   | 76,1  | 5,22    | 1,93    | 0,90   | 0,31   | 13,99  |
| 2015–16       | Miami       | 74     | 73     | 32,4   | 45,5  | 34,4   | 75,5  | 5,99    | 1,89    | 1,00   | 0,39   | 12,31  |
| 2016–17       | L.A. Lakers | 56     | 49     | 26,5   | 38,7  | 30,9   | 73,0  | 5,27    | 1,32    | 0,86   | 0,36   | 7,59   |
| 2017–18       | L.A. Lakers | 1      | 1      | 13,1   | 50,0  | 0,0    | 0,0   | 0,00    | 1,00    | 1,00   | 0,00   | 2,00   |
| 2018–19       | Minnesota   | 22     | 2      | 17,8   | 50,0  | 31,8   | 71,4  | 3,32    | 0,82    | 0,68   | 0,36   | 7,14   |
| Carrière      |             | 902    | 828    | 34,3   | 45,6  | 33,2   | 76,9  | 6,06    | 2,26    | 0,98   | 0,49   | 14,81  |
| All-Star Game |             | 2      | 0      | 11,5   | 33,3  | 20,0   | 100,0 | 1,00    | 1,00    | 0,00   | 0,00   | 5,00   |

Note: * Cette saison a été réduite de 82 à 66 matchs en raison du lock out.

Statistiques à jour à l'issue de la saison 2018-2019

### Playoffs
Statistiques en Playoffs de Luol Deng
| Saison   | Équipe  | Matchs | Titul. | Min./m | % Tir | % 3pts | % LF | Rbds/m. | Pass/m. | Int/m. | Ctr/m. | Pts/m. |
| -------- | ------- | ------ | ------ | ------ | ----- | ------ | ---- | ------- | ------- | ------ | ------ | ------ |
| 2006     | Chicago | 6      | 0      | 30,0   | 42,9  | 20,0   | 57,1 | 4,83    | 0,50    | 0,83   | 0,67   | 10,17  |
| 2007     | Chicago | 10     | 10     | 41,0   | 52,4  | 0,0    | 80,7 | 8,70    | 2,40    | 1,00   | 0,70   | 22,20  |
| 2010     | Chicago | 5      | 5      | 40,5   | 46,3  | 8,3    | 73,1 | 5,00    | 1,40    | 1,20   | 0,80   | 18,80  |
| 2011     | Chicago | 16     | 16     | 42,9   | 42,6  | 32,4   | 83,9 | 6,62    | 2,69    | 1,50   | 0,62   | 16,88  |
| 2012     | Chicago | 6      | 6      | 38,0   | 45,6  | 36,4   | 57,1 | 8,33    | 1,50    | 0,83   | 1,50   | 14,00  |
| 2013     | Chicago | 5      | 5      | 44,8   | 38,1  | 5,6    | 40,0 | 7,60    | 3,80    | 1,00   | 0,60   | 13,80  |
| 2016     | Miami   | 14     | 14     | 35,3   | 47,1  | 42,1   | 84,2 | 5,93    | 1,57    | 0,93   | 0,64   | 13,29  |
| Carrière |         | 62     | 56     | 39,1   | 45,5  | 31,1   | 76,5 | 6,74    | 2,05    | 1,10   | 0,74   | 15,90  |

Note: Statistiques à jour à l'issue des playoffs NBA 2019.

## Records personnels et distinctions
Les records personnels de Luol Deng, officiellement recensés par la NBA sont les suivants :
| Type de statistique        | Saison régulière | Saison régulière               | Saison régulière  | Playoffs | Playoffs                                     | Playoffs                 |
| Type de statistique        | Record           | Adversaire                     | Date              | Record   | Adversaire                                   | Date                     |
| -------------------------- | ---------------- | ------------------------------ | ----------------- | -------- | -------------------------------------------- | ------------------------ |
| Points en un match         | 40               | Trail Blazers de Portland      | 1er novembre 2010 | 33       | Heat de Miami                                | 21 avril 2007            |
| Paniers marqués            | 18               | Trail Blazers de Portland      | 26 mars 2007      | 14       | Heat de Miami                                | 21 avril 2007            |
| Paniers tentés             | 27               | 2 fois                         |                   | 23       | Nets de Brooklyn                             | 25 avril 2013            |
| Paniers à 3 points réussis | 6                | Celtics de Boston              | 16 février 2012   | 5        | @ Hornets de Charlotte                       | 23 avril 2016            |
| Paniers à 3 points tentés  | 9                | 2 fois                         |                   | 8        | @ Hornets de Charlotte                       | 25 avril 2016            |
| Lancers francs réussis     | 11               | 3 fois                         |                   | 8        | 2 fois                                       |                          |
| Lancers francs tentés      | 17               | Pistons de Détroit             | 31 mars 2013      | 11       | @ Cavaliers de Cleveland                     | 27 avril 2010            |
| Rebonds offensifs          | 7                | 4 fois                         |                   | 6        | Pistons de Détroit                           | 13 mai 2007              |
| Rebonds défensifs          | 13               | 3 fois                         |                   | 14       | @ 76ers de Philadelphie                      | 10 mai 2012              |
| Rebonds totaux             | 20               | Bucks de Milwaukee             | 3 novembre 2009   | 17       | @ 76ers de Philadelphie                      | 10 mai 2012              |
| Passes décisives           | 11               | 2 fois                         |                   | 7        | Pacers de l'Indiana                          | 26 avril 2011            |
| Interceptions              | 6                | Magic d'Orlando                | 26 février 2007   | 5        | @ Hawks d'Atlanta                            | 12 mai 2011              |
| Contres                    | 4                | 4 fois                         |                   | 3        | @ 76ers de Philadelphie @ Raptors de Toronto | 4 mai 2012 15 mai 2016   |
| Balles perdues             | 8                | Hawks d'Atlanta                | 28 février 2015   | 5        | @ Heat de Miami @ Raptors de Toronto         | 27 avril 2007 3 mai 2016 |
| Minutes jouées             | 56               | Hornets de la Nouvelle Orléans | 2 décembre 2013   | 57       | Nets de Brooklyn                             | 27 avril 2013            |

- Double-double : 124 (dont 9 en playoffs) (au 11/04/2019)
- Triple-double : aucun.

## Salaires
| Année       | Équipe                    | Salaire       |
| ----------- | ------------------------- | ------------- |
| 2004-2005   | Bulls de Chicago          | 2 273 400 $   |
| 2005-2006   | Bulls de Chicago          | 2 443 920 $   |
| 2006-2007   | Bulls de Chicago          | 2 614 440 $   |
| 2007-2008   | Bulls de Chicago          | 3 320 339 $   |
| 2008-2009   | Bulls de Chicago          | 9 385 000 $   |
| 2009-2010   | Bulls de Chicago          | 10 370 425 $  |
| 2010-2011   | Bulls de Chicago          | 11 345 000 $  |
| 2011-2012*  | Bulls de Chicago          | 12 325 000 $  |
| 2012-2013   | Bulls de Chicago          | 13 305 000 $  |
| 2013-2014   | Bulls de Chicago          | 14 275 000 $  |
| 2014-2015   | Heat de Miami             | 9 714 461 $   |
| 2015-2016   | Heat de Miami             | 10 151 612 $  |
| 2016-2017   | Lakers de Los Angeles     | 18 000 000 $  |
| 2017-2018   | Lakers de Los Angeles     | 17 190 000 $  |
| 2018-2019   | Lakers de Los Angeles     | 14 354 067 $  |
| 2018-2019   | Timberwolves du Minnesota | 2 393 887 $   |
| Total Gains |                           | 153 461 551 $ |
| 2019-2020   | Lakers de Los Angeles     | 4 990 000 $   |
| 2020-2021   | Lakers de Los Angeles     | 4 990 000 $   |
| 2021-2022   | Lakers de Los Angeles     | 4 990 000 $   |

Note : * En 2011, le salaire moyen d'un joueur évoluant en NBA est de 5 150 000 $.

## En dehors du terrain
Luol Deng est aussi actif en dehors du terrain en aidant de nombreuses associations comme UNHCR, ninemillion.org, Nothingbutnet...
Il a lui-même fondé sa fondation en 2005 "The Luol Deng Foundation" qui vient en aide aux personnes au Soudan son pays d'origine, au Royaume-Uni et aux États-Unis.

## Anecdotes
- Son frère aîné a appris à jouer au basket-ball en compagnie d'une légende de la NBA, Manute Bol, joueur soudanais, décédé le 19 juin 2010.